# Station Les Longevilles - Rochejean
Station Les Longevilles - Rochejean is een spoorwegstation in de Franse gemeente Longevilles-Mont-d'Or.